# Takahide Umebachi
Takahide Umebachi (jap. 梅鉢 貴秀 Umebachi Takahide; ur. 8 czerwca 1992 w Takatsuki prefekturze Osaka) – japoński piłkarz występujący na pozycji pomocnika, zawodnik SC Sagamihara.

## Życiorys

### Kariera klubowa
Od 2011 roku był zawodnikiem w japońskich klubach piłkarskich: Kashima Antlers z J1 League (2011–2017), Montedio Yamagata z J2 League (2016, wypożyczenie) i Zweigen Kanazawa (2018–2020).
19 marca 2020 podpisał kontrakt z japońskim klubem SC Sagamihara z J3 League, bez odstępnego.

## Sukcesy

### Klubowe
Kashima Antlers
- Zdobywca drugiego miejsca w J1 League: 2017
- Zdobywca Pucharu Ligi Japońskiej: 2011, 2012 i 2015
- Zdobywca Superpucharu Japonii: 2017
- Zwycięzca w Copa Suruga Bank: 2012, 2013